# 李石樵
李石樵（1908年7月13日—1995年7月7日），臺北廳貴仔坑（今屬新北市泰山區）人，台灣第一代西畫家。其作品早期多次獲得入選「帝展」、「台展」等殊榮，是台灣近代畫家中，少數以思考性畫風見長的一位。終生不輟藝事。
其早期風格以寫實為主，其間有日治時代的意氣飛揚，戰後之初的困頓蹇塞。然秉其個人堅持之「藝術道德」，毅然投注現代抽象畫之探討。1950年代以後受到立體主義的啟示，強調造型簡化並運用反透視的技法，畫面明暗對比強烈。晚年移居美國，以人物群像、風景為主題，粹煉過的造型配以明亮的色彩，力求於客觀表現上提高主觀之色彩之彩度，極力追逐燦爛絢麗，為同輩畫家中最傑出者之一。

## 生平
李石樵於1908年7月13日出生於臺灣臺北廳新庄支廳貴仔坑區（今屬新北市泰山區），為李本與胡杏夫婦的第三個兒子，上有長兄李丁照、二哥李雲水、大姊李伴，下有四弟李堆鍛、五弟李國棟、二妹李蕊、么妹李勉。李家務農並兼營碾米場，家道小康。1916年，李石樵與新莊瓊林童養媳周來富結識。

### 求學

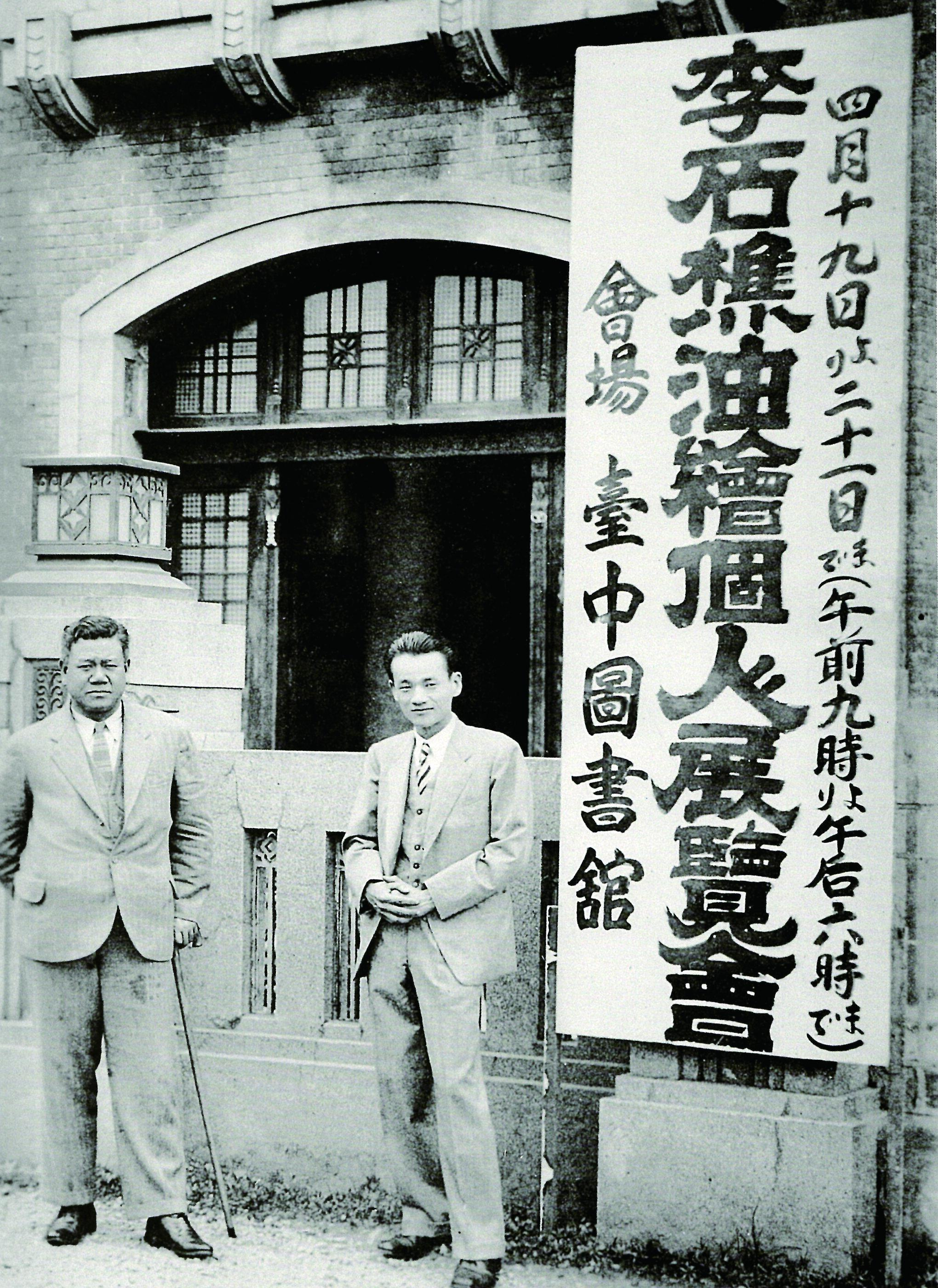
楊肇嘉與李石樵（右）合影於臺中圖書館。

1917年，李石樵進入山腳公學校（新莊第二公學校，今新北市泰山國小）就讀，喜愛繪畫，課業成績優異，長於算術，而被師長所發掘，喻為天才，1922年因天資聰敏，家族會議推介繼續求學，使李石樵自山腳公學校畢業後，考入台北師範學校就讀，開始接觸正規的美術教育課程。受教於石川欽一郎，同年「七星畫壇」成立。李石樵因而參加「台灣水彩畫會」及台北師範學校之「暑期美術講習會」。
1927年，首次以《台北橋》入選第一回台展。同年台北師範學校另新設「台北第二師範學校」（即國立臺北教育大學前身），因此李石樵也轉至「台北第二師範學校」就讀。並在隔年從第二師範學校畢業，入演習科，隨後以油畫《都市的後巷》入選第二回台展。與自幼定有婚約的周來富結婚。最後經石川欽一郎推薦下，決定赴日本內地投考東京美術學校。11月20日，長女李森出生。
1929年1月3日，李石樵抵達東京，在學長兼好友陳澄波、陳植棋的照顧下，進入為考生設置的繪畫研究所，與李梅樹同租宿舍。然而第一次考東京美術學校卻落榜。原依台北第二師範學校校規理應返台義務任教五年，但在石川欽一郎協助後，則賠償400元公費已免除返台任教義務，並取得台北第二師範學校的畢業證書，得以繼續完成留學，追求未完成的心願，隨後李石樵進入「川端畫學校」、「本鄉洋畫研究所」及位於新宿的「同舟社」等三個繪畫研究所鑽研畫技，也曾到吉村芳松的畫塾學習。以油畫《樹蔭下》入選第三回台展，然而同年，女兒李森熱腦症死亡，收養女李阿勉。
1930年，李石樵再度投考東京美術學校，但因正逢該校廢止特別學生制度，競爭更形激烈而再度落榜。作品《編織少女》獲得第四回台展「台日賞」，該獎是由台灣日日新報提供獎金，盼給具有獨特表現的畫家，相當次等特選。1931年3月，次女李美女出生。4月，終考取東京美術學校五年制西洋畫科。10月，以四弟李堆鍛為模特兒之油畫作品《四弟之像》入選第五回台灣美術展覽會，作品《桌上靜物》獲第五回台展「特選·台日賞」。同年摯友陳植棋在台北汐止去世。四弟李堆鍛因腸疾而亡。
1932年3月，因家人染患熱腸病，義女李阿勉死亡，以及胞兄、胞弟、兄嫂、姪兒等家人相繼病故，由於擔心父親與妻子的安危，李石樵決定休學並返台照顧家人，待其父與妻病情好轉，在不顧父親反對與斷絕經濟支援的情況下，李石樵依然堅持返回東京，繼續學業，當年其作品《人物》、《石榴》與《靜物》入選第六回台展，分獲「無鑑查」。
1933年，由於美術學校三年級開始分教授專室上課，李石樵經石川先生的介紹下，入岡田三郎助教室。暑假返台繪製130號巨幅油畫《林本源庭園》，並憑該作入選第十四回帝展。10月，作品《室內》獲第七回台展特選，及由大阪朝日新聞社提供獎金所新設之「朝日賞」，同年11月長男出生，為了紀念首次入選帝展而將其取名為李展年，1934年，以作品《畫室內》入選第十五回帝展。作品參加第八回台再度獲得特選。以作品《編號》參加第二屆日本美展。11月10日與陳澄波、廖繼春、楊三郎等八人，於臺灣鐵道飯店成立臺陽美術協會，但因人在日本故未返台參加儀式。同年楊肇嘉聘請畫家族像，畫資1000元。
1935年，李石樵於東京美術學校油畫科畢業，母校台北師範學校曾聘請返台任教，然李石樵以追求藝術為途，仍單獨留居東京。5月，李石樵參加臺灣教育會館舉行的第一屆台陽美展，當時帝展正值改組爭擾不休，因此李石樵於西洋畫部退出，自組「第二部會展」。10月，以油畫《編物》入選「第二部會展」。作品《桌上果實圖》入選第九屆台展西洋畫科，作品《閨房》獲西洋畫科推薦級畫家榮譽。 1936年2月，《楊肇嘉氏之家族》入選帝展。並以《橫臥裸女]》及《屏風與裸婦》參加第二屆台陽展，接受警方查驗時，警察曾以「立姿可以展出，躺著的禁止展覽」為理由，取消該作的參展權。同年6月14日至23日，《裸婦》參加於東京府美術館所展出的第四回童林社展覽。10月，《珍珠首飾》獲第十回台展「台展賞」，1937年參展第三屆台陽美展，4月24日至26日臺中州立圖書館首次舉辦個人展覽。5月，作品移至台中、台南公會堂展出。

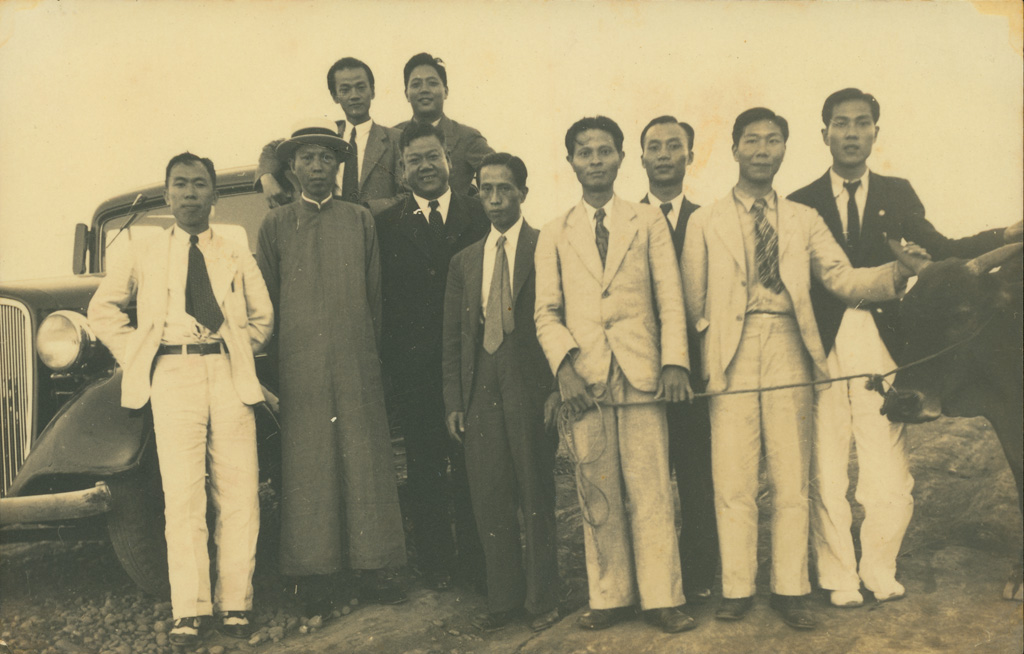
「臺陽美術協會」成員於1937年的合影，後排左一為李石樵

1938年，作品《窗邊坐像》入選第二回新文展，李石樵應邀參加府展而展出作品《家族像》。後帶妻兒遷居台中州台中市新富町五丁目24番地（今台中市西區）。
1939年，作品《女二人》獲選第二回府展「特選」，榮膺推薦級畫家。次女李美惠出生。1940年4月19日，李石樵於臺中州立圖書館首次舉辦個展。6月，陳春德於《台灣藝術》介紹李石樵、楊三郎、李梅樹、廖繼春、陳澄波等五位台陽美協重要畫家。10月，作品《溫室》入選「紀元二千六百年奉祝美術展覽會」，於第三回府展展出油畫《柘榴》。12月22日為了響應新體制運動，台中文化人士包括李石樵、松本透等人，於臺中州教化會館舉行座談會，擬成立新興文化翼贊團體。同年次子李延年出生。李石樵與家人再度遷居台中市新富町五丁目34番地二樓。
1941年5月22日至6月1日，李石樵的作品入選日本創元社第一回展，並受賞。8月20日，台灣文學雜誌社舉辦的洋畫小品義賣會，李石樵等畫家捐出作品50件。於第四回府展展出油畫。1942年，三男李柏年出生。9月5日，李石樵參展東京創元會展。於第五回府展出油畫《憩》並獲「推薦」。10月，油畫《閒日》入選日本第五回新文展。
1943年5月李石樵由台中北上進行創作。8月31日，以七次入選帝展、新文展之優異表現，榮獲新文展「無鑑查（免審查）」的展出資格，為第一位獲此特殊之台灣畫家。於第六回府展展出油畫《坐像》並獲「推薦」。11月，新竹市長委託李石樵製作該市府評清水源次郎肖像畫。完成作品《合唱》。再度遷居台中市梅枝町25番地。
此刻因太平洋戰爭影響，為避船難，李石樵被勸阻返日，因此與家人決定留居台中，以畫肖像畫維生。4月，台陽美協於台北公會堂舉行「十週年紀念展覽會」。6月3日至5日，台灣美術推進會第一回展於鐵道旅館展出，展出包含李石樵等六名畫家的作品。

### 戰後
1945年，因全台經歷大空襲因素，李石樵全家疏散至霧峰地區。戰後，1946年9月17日，李石樵出席席由「台灣文化協進會」主辦，於台北市中山堂四樓「台灣文化協進會」辦事處舉行的〈美術、音樂座談會〉，同年，以作品《市場口》參加首屆台灣省全省美術展覽會，並擔任省展審查員。四男李鴻年出生。1947年，以《田家樂》參加第二屆省展。四男李鴻年則因病夭折。
1948年，李石樵由台中遷至台北，花費10萬元購買今新生南路二段16巷6號處房屋。台灣文化協進會後設繪畫班於此，開啟「李石樵畫室」，期間曾製作200號巨幅油畫《建設》，1949年，五男李雅年出生。1950年四女李美智出生。1951年經楊肇家介紹合作金庫收購《農家樂》300號巨作品，以作為女兒嫁妝。1952年，李石樵與楊三郎、郭雪湖在馬尼拉舉行三人展。1958年6月13日至17日，再度於台北中山堂舉行個展，展出現代繪畫探索成果，作品96幅。
1960年，李石樵逐漸淡出台陽美展。1963年8月，因食指浩繁，家計負擔沈重，因此決定應聘台灣省立師範大學美術學系之副教授。1964年，當得知台灣學者彭明敏與謝聰敏、魏廷朝因起草《台灣人民自救宣言》而遭到逮捕，李石樵因而秘密創作具有諷刺意味的作品《大將軍》及《避難》。開始嘗試創作具深討性之構成或抽象像。
1969年11月，於台北市松江路世紀畫廊舉行個展，著重破壞舊有的繪畫觀念，排棄非繪畫性的冗雜內容，使繪畫還原到最單純的基本因素，同年11月25日至30日在省立博物館舉行展覽，展出50幅作品。1972年3月14日起，再度於省立博物館舉辦個展，展出作品34件。

### 退休
1974年7月，李石樵自國立臺灣師範大學退休，8月擔任中國文化大學及國立藝術專科學校兼任教授。11月5日，以李石樵等八位為發起人，鄭世璠負責處理會務籌畫之「芳蘭美術會籌備處」，發出「芳蘭美術會簡章」及入會申請書。1975年3月16日，在李石樵畫室召開會議，報告「芳蘭美術會第一屆展覽會」會務之進展及有關各項事宜。1976年5月，再度於省立博物館舉辦個展。
1977年12月，華南銀行曾將李石樵的《三美圖》與廖繼春的《風景》、楊三郎的《思慕》印製於火柴盒的小面板上，一套三式，作為宣傳之用。然而隔年1月，華南銀行火柴盒上之《三美圖》接獲檢舉為色情之作，認為此宣傳火柴盒有妨害風化之嫌，台灣省政府與高雄市警察局去函，要求華南銀行解釋，因而引起「藝術與色情」的熱烈討論，李石樵得知此事後從美國返台，經過畫家本人及藝術界的澄清與支持後，風波終告平息。
1979年8月，李石樵再度舉辦省立博物館個展。9月與葉火城等十五位中部美術家，於省立博物館舉行第一屆葫蘆墩美術研究會作品展。10月16日至11月3日首次於阿波羅畫廊個展，1981年10月，阿波羅畫廊舉辦專屬畫家特展「李石樵個展」，1982年，李石樵原有新生南路的住家兼畫室，為地主周氏祭祀公業收回而遭到拆除，導致李石樵的私人授課終止，遷居台北市寧安街。7月辭卸教職，旅居美西雅圖與次女李美惠同住。
1980年代期間，李石樵曾多次在阿波羅畫廊舉辦個展，其中1984年9月7日至30展出作品60幅。1986年11月展出作品62幅，12月2日至7日，參加社教館舉行之芳蘭美展第十四屆紀念展。1987年，東之畫廊創立，特闢李石樵專室。1988年10月8日至12月18日，臺北市立美術館為之辦「沉思、領悟與創作——李石樵的繪畫世界」回顧展，展出李石樵其在1935年至1987年140幅的作品，並出版由白雪蘭所著的《李石樵繪畫研究》。
1991年，李石樵任黃明政籌設李石樵美術館，自資於忠孝東路四段218之7號3樓購買80坪面積，1992年7月12日，李石樵美術館於台北市成立，館藏作品有400件，李石樵親自主持了美術館的開幕典禮，並增購美術館新館80坪。受《新聞週刊》訪問。第一屆李石樵師生美展舉行。蘇富比撤回拍賣仿李石樵《紅衣少女》乙案。同年李石樵之妻周來富過世。
1993年，第二屆李石樵師生美展舉行。續擴充美術館38坪。1994年，第三屆李石樵師生美展舉行。財團法人李石樵美術館基金會成立，李石樵本人捐400幅作品給基金會。

### 去世
1995年7月7日下午13點30分，李石樵病逝於美國紐約州雪城，獲時任總統李登輝頒褒揚令。8月李石樵版畫由達利藝術中心代理，並於10月應邀在台北市政府11樓名家藝廊展出三個月，李登輝總統在陳水扁市長陪同下，蒞臨參觀，對其畫作證賞有加。9月舉行「李石樵遺作展」。
1996年1月，在台北國父紀念館中山畫廊展出「李石樵回顧展」12天，前監察院長陳履安與前監委王清峰亦蒞臨參觀。1996年全國文藝季，臺北縣為紀念李石樵一生在繪畫上的成就，推出過盡千帆話新莊活動，3月16日至31日在台北縣立文化中心，4月20日至28日在新莊市文化藝術中心，舉辦李石樵回顧紀念展系列活動，藉由展覽、座談、專題演講，來闡述李石樵一生對台灣美術教育的貢獻及繪畫風貌。

## 故居
李石樵於15歲搬離新莊郡新莊街（今屬新北市泰山區）的懋德居，李家使用該建築至1980年代，被經營木材工廠的黃家購買，但是交易時，黃家對於所購買的建築實為李石樵故居一事並不知情，直到無意間看到李石樵名列於在土地權狀上所有權人後，才發現三合院原屬這位此畫家的家族。
當黃家買下懋德居後，決定把工廠建在三合院周邊不破壞建築本體，形成三合院隱身於工廠間的特殊狀況。懋德居推估是在1900至1905年之間落成，可能是出自當年知名工匠吳水、吳海同之手。近年因被納入塭仔圳重劃區的範圍，黃家為了保護古蹟，向文化局提出申請，才讓李石樵故居被世人知情。
2016年3月11日，泰山李石樵故居被新北市政府文化局指定為直轄市定古蹟。

## 作品

### 早期
- 《後街》（1926）
- 《二師範學校》（1926）
- 《台北橋》（1927）
- 《都市的後巷》（1928）
- 《秋》（1928）
- 《樹蔭下》（1929）
- 《編織少女》（1930）
- 《台中公園》（1930）
- 《二師範學校》（1930）

- 《四弟之像》（1931）
- 《桌上靜物》（1931）
- 《富士山風景》（1931）
- 《戴頭巾的女人》（1931）
- 《花》（1931）
- 《人物》（1932）
- 《石榴》（1932）
- 《靜物》（1932）
- 《林本源庭園》（1933）
- 《室內》（1933）
- 《靜物》（1934）
- 《編號》（1934）
- 《編物》（1935）
- 《桌上果實圖》（1935）
- 《閨房》（1935）
- 《肖像（巫俊）》（1935）
- 《橫臥裸女》（1936）
- 《楊肇嘉氏之家族》（1936）
- 《屏風與裸婦》（1936）
- 《紅衣》（1936）
- 《玫瑰花》（1936）
- 《裸婦》（1936）
- 《珍珠首飾》（1936）
- 《阿婆》（1936）
- 《帆影》（1937）
- 《葉老師》（1937）
- 《窗邊坐像》（1938）
- 《家族像》（1938）
- 《靜物》（1938）
- 《廟口》（1938）
- 《祼女》（1938）
- 《風景》（1938）
- 《女二人]》（1939）
- 《霧峰風景》（1939）
- 《山景》（1939）
- 《甜心》（1939）
- 《老母》（1939）
- 《九份》（1939）
- 《風景》（1940）
- 《室外靜物》（1940）

### 中期
- 《院子裡的小孩》（1941）
- 《夏日》（1941）
- 《街景》（1941）
- 《室外靜物（1941）
- 《黃牛》（1941）
- 《石榴》（1941）
- 《山胞》（1941）
- 《靜物》（1941）
- 《溫室》（1941）
- 《憩》（1942）
- 《閒日》（1942）
- 《合唱》（1943）
- 《父親像》（1943）
- 《楊夫人》（1943）
- 《樹林》（1943）
- 《老伯》（1943）
- 《閒坐》（1943）
- 《觀音山》（1943）
- 《靜物》（1944）
- 《少女像》（1944）
- 《人像》》（1944）
- 《河邊洗衣》（1946）
- 《蘭花草》（1946）
- 《少女》（1946）
- 《田家樂》（1947）
- 《建設》（1948）
- 《岳母像》（1948）
- 《父親像》（1948）
- 《少年像》（1948）
- 《花與女》（1949）
- 《人物》（1949）
- 《花與少女》（1949）
- 《雅年》（1950）
- 《披頭巾的少女》（1950）
- 《淡水河畔》（1950）

- 《久陽池影》（1951）
- 《河口》（1951）
- 《百合花》（1951）
- 《少年像》（1951）
- 《黃白》（1951）
- 《六角盆》（1951）
- 《母親像》（1951）
- 《茶花》（1951）
- 《秋林》（1951）
- 《靜物》（1952）
- 《春日幕色》（1952）
- 《晴日》（1952）
- 《蘭花》（1952）
- 《初夏》（1952）
- 《暮色》（1952）
- 《茶花》（1952）
- 《清遊植物園》（1952）
- 《春意》（1952）
- 《靜物－石膏像》（1952）
- 《風景》（1952）
- 《植物園》（1952）
- 《垂揚》（1953）
- 《石膏像靜物》（1953）
- 《春朝》（1953）
- 《翠綠》（1953）
- 《垂釣》（1953）
- 《春風》（1953）
- 《水柳》（1953）
- 《涼》（1953）
- 《池塘暮色》（1953）
- 《少女》（1953）
- 《玫瑰花》（1953）
- 《集錦》（1954）
- 《春晴》（1954）
- 《夕昭》（1954）
- 《池塘垂釣》（1954）
- 《新綠》（1954）
- 《舊府耶》（1954）
- 《秋色》（1954）
- 《新日暮》（1954）
- 《雨後池塘》（1954）
- 《春》（1954）
- 《待春》（1954）
- 《新竹山林》（1954）
- 《夕》（1954）
- 《畫》（1954）
- 《桌上靜物》（1955）
- 《雲日》（1955）
- 《玫瑰》（1955）
- 《白花》（1955）
- 《高原》（1955）
- 《白百合花》（1955）
- 《玫瑰》（1955）
- 《老父》（1955）
- 《植物園》（1955）
- 《靜物－立體分割》（1955）
- 《院子》（1955）
- 《蘭大衛醫師皮膚移植手術》（1956）
- 《谷關風景》（1956）
- 《坐像》（1956）
- 《新緣》（1956）
- 《垂柳》（1956）
- 《雨前》（1956）
- 《朱桌靜物》（1956）
- 《花》（1957）
- 《風景》（1957）
- 《室內》（1957）
- 《冬日》（1957）
- 《碧潭》（1957）
- 《麻竹坑》（1957）
- 《冬日校庭》（1957）
- 《溪流》（1957）
- 《梅花開》（1957）
- 《天冷》（1957）
- 《畫室》（1958）
- 《紅葉》（1958）
- 《溪底》（1958）
- 《李花開》（1958）
- 《父親像》（1959）
- 《谷關》（1959）
- 《山崖》（1959）
- 《山路》（1959）
- 《室內》（1959）
- 《畫室》（1960）
- 《少女》（1960）
- 《梅花》（1960）
- 《女》（1960）
- 《老農》（1960）
- 《海邊》（1960）
- 《魚》（1960）
- 《將軍》（1960）
- 《結》（1960）
- 《太魯閣奇岩》（1960）
- 《白菊花》（1960）
- 《白百合花》（1960）
- 《孫中山》（1960）

- 《候車室》（1961）
- 《旋律》（1961）
- 《畫室》（1961）
- 《靜物》（1961）
- 《斷崖》（1961）
- 《風景》（1961）
- 《百合花》（1961）
- 《相親》（1961）
- 《風景》（1962）
- 《王》（1962）
- 《夜》（1962）
- 《作品？》（1962）
- 《旋律》（1962）
- 《山岳》（1962）
- 《花》（1962）
- 《老農》（1962）
- 《月夜曲》（1963）
- 《大地》（1963）
- 《火山噴火口》（1963）
- 《眼》（1963）
- 《金瓜石風景》（1963）
- 《婚禮》（1963）
- 《堅強》（1963）
- 《金柑》（1963）
- 《丘山》（1963）
- 《橫貫公路》（1963）
- 《卓蘭風景》（1963）
- 《大將軍》（1964）
- 《避難》（1964）
- 《生命》（1964）
- 《團欒》（1964）
- 《飄》（1964）
- 《作品》（1964）
- 《慕》（1964）
- 《生命的讚美》（1964）
- 《遊樂場》（1964）
- 《九份風景》（1964）
- 《內雙溪》（1964）
- 《北投》（1964）
- 《樂園》（1964）
- 《觀音山》（1964）
- 《生命的旋律》（1965）
- 《風景》（1965）
- 《鐘聲》（1965）
- 《雙子樹》（1965）
- 《靜物》（1965）
- 《採沙場》（1965）
- 《探險》（1965）
- 《鐘聲》（1965）
- 《天祥》（1965）
- 《船》（1965）
- 《花》（1965）
- 《劍潭》（1965）
- 《雙子樹》（1965）
- 《室內靜物》（1966）
- 《窗》（1966）
- 《靜物》（1966）
- 《溫泉鄉》（1966）
- 《女王的化石》（1966）
- 《同時窗》（1966）
- 《小港》（1966）
- 《大鳥與小狗》（1966）
- 《疊畫》（1966）
- 《向隅》（1966）
- 《愛河》（1966）
- 《大鳥》（國畫，1966）
- 《漁港》（1967）
- 《朝妝》（1967）
- 《元宵》（1967）
- 《房屋》（1967）
- 《窗》（1967）
- 《花》（1968）
- 《窗戶》（1968）
- 《都市的成長》（1968）
- 《夜思曲》（1968）
- 《形而上的室內》（1968）
- 《山》（1968）
- 《稚》（1968）
- 《城市》（1968）
- 《三信徒》（1968）
- 《田園》（1968）
- 《停》（1968）
- 《回憶》（1969）
- 《田園》（1969）
- 《月出來時》（1969）
- 《小屋》（1969）
- 《海邊之家》（1969）
- 《下午三時》（1969）
- 《深夜》（1969）
- 《河》（1969）
- 《牛》（1969）
- 《約會》（1970）
- 《璋璋的夢》（1970）
- 《璋璋的玩具箱》（1970）
- 《飛翔》（1970）
- 《月娘》（1970）
- 《軌跡》（1970）
- 《拜月》（1970）
- 《捉月》（1970）
- 《月夜》（1970）
- 《湖邊》（1970）
- 《母女》（1970）
- 《頑童》（1970）
- 《星系》（1970）

- 《都會之月]》（1971）
- 《烈日》（1971）
- 《溪谷》（1971）
- 《雨後》（1971）
- 《風景》（1971）
- 《海邊風景》（1971）
- 《旅行的藝人》（1971）
- 《三美圖》（1971）
- 《汔球公公》（1971）
- 《太陽》（1971）
- 《納涼》（1971）
- 《漁夫的家族》（1971）
- 《九曲洞》（1972）
- 《春》（1972）
- 《魔掌》（1972）
- 《囍》（1972）
- 《十字》（1972）
- 《作品？》（1972）
- 《桌上》（1972）
- 《夏海》（1972）
- 《黃昏的湖邊》（1972）
- 《走走》（1972）
- 《清晨》（1972）
- 《歡》（1972）
- 《朝日》（1972）
- 《春》（1972）
- 《金魚池》（1972）
- 《大樹下》（1973）
- 《風微微》（1973）
- 《曬編》（1973）
- 《遊賢紀念》（1973）
- 《百今花與少女》（1973）
- 《泉》（1973）
- 《金魚池》（1973）
- 《母女》（1973）
- 《芝加哥湖邊》（1973）
- 《元宵夜》（1974）
- 《廟會》（1974）
- 《樹林》（1974）
- 《蟬聲》（1974）
- 《日月潭》（1974）
- 《玫瑰花》（1974）
- 《我倆》（1974）
- 《春遊》（1974）
- 《街景》（1974）
- 《瀑布》（1974）
- 《鳳凰城》（1974）
- 《月》（1974）
- 《垂釣》（1974）
- 《玫瑰瓶花》（1975）
- 《雪景》（1975）
- 《湖邊小聚》（1975）
- 《永劫》（1975）
- 《三美圖》（1975）
- 《竿》（1975）
- 《後院》（1975）
- 《碧潭》（1975）
- 《費城》（1975）
- 《浴女》（1976）
- 《室內》（1976）
- 《漁港》（1976）
- 《母與子》（1976）
- 《城市》（1976）
- 《費城風雲》（1977）
- 《費城車站》（1977）
- 《利蘭校園》（1977）
- 《公園紅葉》（1977）
- 《黃葉溪流》（1977）
- 《百老匯劇場》（1977）
- 《湘邊眺望》（1977）
- 《大樹下》（1978）
- 《風微微》（1978）
- 《曬編》（1978）
- 《遊賢紀念》（1978）
- 《百今花與少女》（1978）
- 《三美圖》（1979）
- 《作品（一）》（1979）
- 《小朋友》（1979）
- 《遠足》（1979）
- 《家族》（1979）
- 《遊艇上》（1979）
- 《草坪上》（1979）
- 《面具》（1979）
- 《淡水風景》（1979）

### 晚期
- 《風景》（1980）
- 《碧潭風光》（1980）
- 《溪谷浴女》（1980）
- 《郊遊》（1980）
- 《八美圖》（1980）
- 《少女》（1980）
- 《祖師廟前》（1980）
- 《碧潭》（1981）
- 《三祼女》（1981）
- 《浴後》（1981）
- 《淡水古巷》（1981）
- 《睡蓮》（1981）
- 《北投公園》（1981）
- 《碧潭遊潭》（1981）
- 《湖邊出浴》（1981）
- 《閒日》（1982）
- 《湖邊裸女》（1982）
- 《百合花》（1982）
- 《玫瑰花》（1982）
- 《香蕉園》（1983）
- 《賽馬場》（1983）
- 《碧潭》（1983）
- 《河邊》（1983）
- 《荷塘》（1983）
- 《成長中的都市》（1983）
- 《湖邊祼女》（1983）
- 《蘋果樹》（1984）
- 《校園櫻花》（1984）
- 《芝加哥公園》（1984）
- 《山路》（1984）
- 《河邊》（1984）
- 《溫室花園》（1984）
- 《玫瑰花園》（1985）
- 《櫻花》（1985）
- 《大雪山眺望》（1985）
- 《馬》（1985）
- 《大雪山》（1985）
- 《牛》（1986）
- 《櫻花》（1986）
- 《瓶花與果》（1986）
- 《湖邊小聚》（1986）
- 《校景櫻花》（1986）
- 《靜物》（1986）
- 《湖光秋色》（1986）
- 《高山的樹林》（1987）
- 《漁船》（1987）
- 《八斗子漁港》（1987）
- 《採草莓》（1987）
- 《馬》（1987）
- 《櫻花》（1987）
- 《樹林》（1987）
- 《玫瑰花園》（1988）
- 《濱海風光》（1988）
- 《陽明山》（1988）
- 《噴水池》（1988）
- 《草山》（1988）
- 《風景》（1988）
- 《北海遠眺》（1989）
- 《漁港》（1989）
- 《白沙灣》（1989）
- 《浴場》（1989）
- 《艷陽》（1989）
- 《基隆港》（1989）
- 《櫻花樹下》（1990）
- 《玫瑰花園》（1990）
- 《鼻頭角》（1990）
- 《百合花》（1990）
- 《玫瑰花園》（1990）
- 《翡翠灣情調》（1990）
- 《噴泉》（1990）
- 《繡球花》（1990）
- 《玫瑰花》（1990）
- 《蘭花》（1990）
- 《北海風情》（1991）
- 《鼻頭角風景》（1991）
- 《芝加哥雪景》（1991）
- 《桌上靜物》（1994）
- 《靜物》（1994）
- 《碧潭》（1994）
- 《櫻花校園》（1994）

## 流行文化

### 影視作品
- 2016年 電視劇《紫色大稻埕》，由陳家逵飾演。

## 延伸閱讀
- 台灣文化協進會，美術座談會，《台灣文化》，第一卷第三期（1946年12月1日），台北：台灣文化協進會，頁20-24。
- 百位美術家談「印象最深刻的作品」（上），《雄獅美術》，100期（1979年5月），台北市：雄獅圖書股份有限公司，頁69。
- 黃才郎，《年代美展——資深美術家作品回顧》，1982，台北市：行政院文化建設委員會。
- 白雪蘭，《李石樵繪畫研究》，1989，台北：台北市立美術館
- 臺灣美術三百年作品展專輯編輯委員會，《臺灣美術三百年作品展》，1990，台中市：台灣省立美術館。
- 王行恭，《臺展\府展 臺灣西洋畫家圖錄》，1992，台北市：自行出版。
- 林靖傑，深廣專訪李石樵的心路歷程，《新新聞週刊》，1992
- 李石樵繪；王德育著，《李石樵》，臺灣美術全集（8），1993，臺北市： 藝術家出版社
- 倪再沁，李石樵的「田家樂」及「建設」，《藝術貴族》，第48期（1993年12月），台北市：藝術貴族雜誌社，頁89。
- 蔡瑞成，《時代的形象-台灣地區繪畫發展回顧》，1994，高雄市：高雄市立美術館。
- 台灣省立美術館編輯委員會編輯，《台灣地區前輩美術家作品特展（三）--油畫專集》，1996，台中市：台灣省立美術館。
- 李石樵著，黃明政主編，林宗興、千普、黃玉淇攝影，《李石樵畫集》，1996，台北：台北縣立文化中心。
- 張艾茹、應廣勤，《西潮東風-印象派在台灣》，1997，高雄市：高雄市立美術館。
- 李欽賢，《高彩·智性·李石樵》，1998，台北市：雄獅圖書股份有限公司。
- 顏娟英，《台灣近代美術大事年表》，1998，台北市：雄獅圖書股份有限公司。

## 外部連結
- 追念台灣老畫家─李石樵 （页面存档备份，存于），可以在此欣賞李石樵的作品
- 李石樵的作品年表 （页面存档备份，存于），可以在此瀏覽李石樵的創作歷程
- 李石樵美術館
- 智邦藝術基金會 畫時代的延伸——台灣前輩畫家典藏展
- 謝里法，立體派繪畫台中過境始末─對「豐原班」現代美術認知的檢驗 （页面存档备份，存于）